# Martin Evžen Kyšperský
Martin Evžen Kyšperský (* 10. června 1980 Brno) je český hudebník, frontman a hlavní autor repertoáru kapely Květy.

## Život
Vystudoval obchodní akademii. Jméno „Evžen“ je přezdívka, kterou dostal v šestnácti letech.
Skupinu Květy založil již v roce 1993 na základní škole, v roce 2000 kapelu obnovil a hraje s ní dodnes. Kromě toho ale hrál v dalších kapelách, má vlastní sólové projekty, skládá divadelní hudbu a také působí jako aranžér a producent. Hrál v kapele Čvachtavý lachtan (dvojalbum jejích nahrávek z roku 2003 vydal o téměř dvacet let později label Guerilla records). V roce 2013 založil skupinu Mucha a natočil s ní dvě alba. Spolupracoval s Tomášem Vtípilem, hostoval na mnoha nahrávkách různých umělců. Od roku 2009 se věnuje aranžování a produkci nahrávek ve svém vlastním studiu. A to například pro Jakuba Čermáka (Cermaque) - album Dům slzí a později aranž skladby Racci, Lubica Christophory - Tayna, Jan Fic (alba Město a Potom), Alen - Tma, Prune - Kruhy, Martina Trchová - 90% štěstí. Napsal také texty pro Lenku Dusilovou na alba Baromantika (2011), V hodině smrti (2014) a Řeka (2020). Od roku 2008 je členem volného sdružení Osamělí písničkáři.
Složil divadelní hudbu např. k pohádce Jak šlo vejce na vandr Městského divadla Zlín (2009), a divadelním představením Abeceda v divadle Marta (2012), Jak dělá ryba? v divadle Polárka (2017) či Turnový háj v Huse na provázku (2018); v roce 2017 spolupracoval také na hudbě k představení Drazí v Chomutově Národního divadla Brno o Jiřím Bulisovi). Napsal hudbu pro drama Vosa ve Slováckém divadle (2023) a ke hře Uvnitř banánu, uvedené v Divadle Na zábradlí (2024). Složil hudbu k rozhlasovým hrám Slávek a drak, Opatření a Černá skříňka, k televiznímu filmu Veterán (2020, režie: Jan Hřebejk) a seriálu Světlu vstříc, kde také hrál jednu z rolí. Spolu s kapelou Květy napsal i hudbu pro film "Na krátko" režiséra Jakuba Šmída. Je autorem hudby pro divadelní drama Vosa uvedené ve Slováckém divadle a také hudby pro rozhlasovou hru Imago (oba projekty režíroval Lukáš Kopecký). 
Martin Kyšperský je autorem tří libret k dětským operám, které uvedlo sdružení Opera Diversa. Skladateli hudby byli Ondřej Kyas, Marek Doubrava a Zdeněk Král. 
Vystupoval také ve hře Svět podle Fagi Divadla DNO. Napsal knížku pro děti Za Aničkou kolem světa. Pracuje na románu s pracovním názvem Ptáček z hvězd, ukázku otiskl časopis Host v čísle 2/2016. V témže časopise vydal v čísle 1/2023 povídku Eugen. Od roku 2010 moderuje rozhovory s hudebníky (pořad Jak se vám líbí) na Radiu Proglas.
Od roku 2015, kdy hrál v televizním seriálu Případ pro exorcistu, se prosazuje také jako televizní a filmový herec. Ve filmu Marťanské lodě hrál hlavní roli společně s Eliškou Křenkovou (režie Jan Foukal, 2021).

## Diskografie
- Květy
  - O červené Karkulce (vlastní náklad, 2000)
  - Palouček (vlastní náklad, 2001)
  - Daleko hle dům (vlastní náklad, 2003)
  - Jablko jejího peří (Indies, 2004)
  - Kocourek a horečka (Indies Scope, 2006)
  - Brno – město básníků (kompilace, Indies MG, 2007) – Malé proměny (text: Zdeněk Kriebel)
  - Střela zastavená v jantaru (Indies Scope, 2008)
  - Ztracený ve světě: A Tribute to Oldřich Janota (kompilace, Indies Scope, 2009) – Žlutý kopec
  - For Semafor (kompilace, Klíče, 2009) – Oči sněhem zaváté
  - Myjau (Indies Scope, 2009) – CD i LP
  - Dokud běžíš / Dopis španělské princezně (gramosingl, 2009)
  - Bongo BonBoniéra (kompilace, Indies Scope, 2010) – Medvídek (zpívá Jana Kaplanová)
  - V čajové konvici (Indies Scope, 2011)
  - Brzo na mě přijde řada (kompilace, 2011) – Právě tady
  - Bongo BomBarďák (kompilace, 2011) – Zlatá horečka
  - Fagi EP (2011)
  - Broňa session (MC, vlastní náklad, 2012)
  - Mňága a Žďorp: Dáreček (2012) – Ve skutečnosti
  - Bílé včely (Indies Scope, 2012)
  - Zpívající břidlice (Lumi®, 2014) – Horníci
  - Miláček slunce (Indies Scope, 2015)
  - Sbohem a řetěz, 2015 – Volá mi známá
  - Bazarem proměn: A Tribute to Vladimír Mišík, 2015 – Návštěvní den
  - Copak můžu svojí milý mámě říct (Polí5, 2016)
  - Komik do půl osmé (Indies Scope, 2017)
  - Spí vánoční pták (Polí5, 2017)
  - Jiná hudba pro Kocoura Vavřince, 2017 – Knihovnička Kocoura Vavřince
  - projekt YM: Lorenzovi hoši (Polí5, 2018)
  - projekt YM: Japonec (Polí5, 2018)
  - Květy Květy (Indies Scope, 2020)
  - Starý kortykoid (Polí5, 2022)
  - 41 minut (Polí5, 2024)
- Čvachtavý lachtan
  - Cesta do pravěku - nejstarší nahrávky, 1998
  - Leitnerka 19. 5. 1999, 1999
  - Leitnerka 9. 1. 2001, 2001
  - Ropa, 2003
  - Jsi orkneyské víno, 2003
  - Jsi orkneyské víno / Ropa, 2020 (reedice)
- jiné kapely a další projekty
  - [che]: Vynášení a vykládání věcí, 2004
  - Petr Čichoň: Pruské balady, 2006 – CD příloha ke knižní básnické sbírce (produkce: Tomáš Vtípil) – baskytara ve skladbách Ještě nekvetou lípy na Unter den Linden a Dobrou noc, Slezsko
  - Jana Jablonczek a Martin E. Kyšperský: Zase se na mě díváš, jak skládám svoje šaty, 2006
  - Jana Jablonczek a Martin E. Kyšperský: Koncert 22. 3. 2006, 2006
  - Tomáš Vtípil a Maximilian Bilitza: Neuland, 2007 – baskytara v tracku Ausser Konkurrenz
  - Furré: B1-B9, 2007 – baskytara, banjo, klávesy, k některým písním hudba a text
  - Mahaut: Brno – město básníků (kompilace, Indies MG, 2007) – Láska (text: Jiří Mahen)
  - Mahaut: Polaroid album, 2010
  - Fiordmoss: Gliese, 2010 – kytarové party jako záskok za nemocnou kytaristku kapely
  - Tayna: Tayna, 2013
  - Mucha: Slovácká epopej, 2013 - spoluautor několika písní, hráč na různé nástroje
  - Cermaque: Rodinné album, 2014 – hostování v písni Jupiter
  - Mucha: Josefene, 2014 - spoluautor několika písní, hráč na různé nástroje
  - Láska: Teplé místo, 2014 – kontrabas ve třech skladbách
  - sampler Osamělých písničkářů: Turniketem do ráje, 2015 – píseň Potrubí
  - Hommage à Jiří Bulis, 2015 – píseň Hosté na zemi a produkce alba
  - Beata Bocek: O Tobje, 2016 – hostování na albu
  - Prune: Kruhy, 2016 – aranže písní
  - Jan Fic: Město, 2018 – producent alba, aranžmá
  - Dula: Uran, 2020 – album improvizací Martina Kyšperského a Jakuba Kočičky
  - Jan Fic: Město, Pět skladeb zahraných živě v Rádiu Proglas 24. 2. 2020, 2020, limitovaná MC
  - Jan Fic: Potom, 2020 – producent alba, aranžmá
  - sampler Osamělých písničkářů: Šťastné a osamělé, 2020 – píseň Nové otazníky, společně s Martinou Trchovou
  - 29/2, 2021 - projekt, při němž se hudebníci setkají a tvoří vždy 29. února, tedy jednou za čtyři roky. Producent, spoluautor a zpěvák.
  - Roman Holý: Strážce klidu vol. 1, 2021 – autor textu
  - Alen: Tma, 2022 – producent alba, aranžmá, spoluautor textů, zpěv, různé nástroje
  - Duo, 2022 – s Alešem Pilgrem
  - Nikl / Kyšperský, 2023 – společné album písní vydané na LP u firmy Polí pět
  - Martin Kyšperský a Anna Háblová: Poetrycore, 2024
  - Prune: Fire, 2024 – host v jedné skladbě
  - Martina Trchová: 90 % štěstí, 2024 – producent alba a hráč na různé nástroje
  - Elka: Jedeme domů, 2025 – producent alba a hráč na různé nástroje
- sólová alba
  - V Caffe pianu, 2004
  - Domácí práce, 2009
  - Svetr, 2013
  - Vlakem, 2016 (album oceněno Andělem v kategorii alternativní hudba[5])

## Filmové role

### Film
- Přes prsty, 2019 – číšník
- Shoky & Morthy: Poslední velká akce, 2021
- Marťanské lodě, 2021 – Martin

### Televize
- Případ pro exorcistu, 2015 – Richard Fořt
- Trpaslík, 2016 – Petr Šoural
- Svět pod hlavou, 2017 - zpěvák
- Světlu vstříc, 2018 – obřadník
- Rédl, 2018 – programátor Toman
- Specialisté, 2019, díl Bratři
- Jak si nepodělat život, 2019 – revizor
- Boží mlýny, 2021, díl Sekta – Jiljí
- Dobré ráno, Brno!, 2023 – lékař